# Заимис, Александрос
Алекса́ндрос Заи́мис (греч. Αλέξανδρος Ζαΐμης; 9 ноября 1855, Афины, Греция — 15 сентября 1936, Вена, Австрия) — греческий государственный деятель, президент Греции (1929—1935), 6 раз занимал должность премьер-министра Греции.

## Биография
Родился в семье Фразивула Заимиса, министра-президента Греции (1869—1870 и 1871—1872).
Получил юридическое образование в Афинском, Лейпцигском, Берлинском и Гейдельбергском университетах. Получил докторскую степень в области права. Затем продолжил обучение в парижском Институте политических исследований.
После возвращения на родину и смерти отца был избран депутатом в качестве члена партии Делианиса. Избирался депутатом (1887—1892, 1895—1902 и 1905—1906).
В 1890—1892 годах был министром юстиции в кабинете Делиянниса, одновременно исполнял обязанности министра внутренних дел, в 1893 году — президентом Палаты депутатов.
В 1897 году, после смещения Дилиянниса королем Георгом I, сформировал кабинет, в котором соединил делианистов с трикупистами. На нём лежала трудная и тяжелая обязанность закончить войну с Османской империей и заключить невыгодный для Греции мир, что кабинет и исполнил. Заключил Константинопольский договор (1897) по греческому дефолту, который регулировал введение Международного финансового аудита в Греции для определенных государственных доходов для обслуживания долга, хотя Греция вышла из войны, но при этом понесла дополнительные расходы за счёт репараций. В октябре 1898 года он подал в отставку из-за ухудшения положения правительства в связи с принятием жестких финансовых мер. Однако король переназначил его для формирования правительства, в тот же день он издал правительственный меморандум с необходимыми мерами по экономическому и административному оздоровлению страны. Продержался во власти два года и вышел в отставку в 1899 году, уступив место правительству Теотокиса. Позже А. Займис распустил парламент и объявил выборы 7 февраля 1899 года, в которых он был побежден по той же политической программе. Он проиграл на этих выборах и сдался правительству Г. Теотокиса 2 апреля.
В ноябре 1901 года вследствие студенческих беспорядков, имевших характер протеста против патронируемого правительством, но вызвавшего недовольство духовенства нового перевода Евангелия на новогреческий язык, излишне, по мнению духовенства, вульгаризировавшего его был назначен на пост премьер-министра после отставки Г. Теотокиса. Находился на этом посту в течение года, успешно решив задачу по восстановлению порядка в стране, однако на внеочередных выборах в ноябре 1902 года проиграл и был вынужден уйти в отставку. 
В сентябре 1906 года по предложению короля Георга I он был назначен Великим Верховным комиссаром Крита, сменив ушедшего в отставку принца Георга. На этом посту пытался урегулировать последствия конфликт длительного конфликта принца и Элефтериоса Венизелоса, в том числе за счёт принятия новой либеральной Конституции Крита. На смену итальянским офицерам в жандармерии пришли греческие, начался вывод с Крита иностранных войск, в результате чего остров де-факто оказался под греческим контролем. Покинул остров в октябре 1908 года, когда критские депутаты в одностороннем порядке объявили о создании союза с Грецией, и его миссия была завершена. 
В период с 1913 по 1914 год он участвовал в различных миссиях в Европе, а затем с 1914 по 1920 год являлся сопредседателем Национального банка.
В 1915, 1916 и 1917 годах находился во главе трех переходных технических правительств, которые не осуществляли эффективного управления.
В 1926—1928 годах вновь занимал пост премьер-министра Греции.
В 1929 году он был избран сенатором, а затем — президентом сената. В то же году после отставки Павлоса Кунтуриотиса он стал президентом Греции. В октябре 1935 года он был отправлен в отставку в связи с восстановлением монархии в Греции.
Скончался в следующем году в Вене, куда отправился для офтальмологического лечения. Его тело было перевезено в Грецию и похоронено с особыми почестями в фамильной усыпальнице на Первом кладбище в Афинах.